# Мирзаев, Махмуд Мирзаевич
Махмуд Мирзаевич Мирзаев (узб. Mahmud Mirzayevich Mirzayev; 1921, Ташкент — 2000, Ташкент) — доктор сельскохозяйственных наук (1976), профессор, академик ВАСХНИЛ (1988), академик Академии сельскохозяйственных наук Республики Узбекистан (1992), Заслуженный агроном УзССР (1964). Заслуженный деятель науки УзССР (1968), Герой Социалистического Труда (1971).

## Биография
В 1939 году окончил Среднеазиатский индустриальный рабфак. В 1943 году окончил Ташкентский сельскохозяйственный институт.
С 1943 года — главный агроном специализированного садово-виноградного совхоза «Кибрай», где он скоро проявил себя знающим дело специалистом и умелым организатором производства. В 1951 году защитил кандидатскую диссертацию в заочной аспирантуре Всесоюзного института растениеводства.
В 1949—2000 годах — директор НИИ садоводства, виноградарства и виноделия им. Р. Р. Шредера. Одновременно, в 1952—1953 годах — заместитель министра сельского хозяйства Узбекской ССР, В 1962—1964 годах — исполняющий обязанности Министра сельского хозяйства Узбекской ССР, начальник Главного управления сельскохозяйственных наук Министерства сельского хозяйства Узбекской ССР.
В 1975 году защитил докторскую диссертацию, по теме освоения земель в горных и предгорных районах республики под сады и виноградники.
Руководил секцией садоводства и овощеводства Среднеазиатского отделения ВАСХНИЛ. В 1978 году избран членом-корреспондентом ВАСХНИЛ, в 1983 году — действительным членом ВАСХНИЛ, в 1992 году — академиком Узбекской Академии сельскохозяйственных наук.
Скончался 3 августа 2000 года в Ташкенте, похоронен в кладбище «Минор».

## Награды
- Герой Социалистического Труда, с вручением ордена Ленина и медали «Серп и Молот» (08.04.1971)
- Орден Октябрьской Революции (20.02.1978)
- Орден Трудового Красного Знамени (11.01.1957)[3]
- Орден «Знак Почёта» (01.03.1965)[4]
- Почётные грамоты Президиума Верховного Совета Узбекской ССР
- 8 медалей ВДНХ СССР
- Диплом Почёта ВДНХ СССР
- Диплом I степени ВДНХ СССР
- Почётное звание «Заслуженный агроном Узбекской ССР» (1964)
- Почётное звание «Заслуженный деятель науки Узбекской ССР» (1968)
- Звание «Мехнат кахрамони»
- Орден «Дустлик» (1994)[5]
- Орден «Эл-юрт хурмати» (1998)[6]
- Орден «Буюк хизматлари учун» (2003) — посмертно[7]

Согласно Постановлению Кабинета министров Республики Узбекистан № 254 от 24 августа 2013 года Узбекский научно-исследовательский институт по садоводству, виноградарству и виноделию имени академика Р. Р. Шредера переименован, ему присвоено имя академика Махмуда Мирзаева.

## Научные труды
Является автором около 300 печатных научных работ по различным вопросам культуры садов и виноградников, в том числе 3 монографии, в которых разработаны теоретические основы развития в Узбекистане горного садоводства и виноградарства и практические рекомендации для производства. Под его руководством подготовлены фундаментальные научные работы — «Помология Узбекистана» и «Ампелография Узбекистана».
- Помология Узбекистана. /Редкол.: М. М. Мирзаев и др./ — Ташкент: Узбекистан, 1983. — 247 с.
- Основные проблемы горного виноградарства Узбекистана /НИИ садоводства, виноградарства и виноделия им. Р. Р. Шредера. — Ташкент: Фан, 1972. — 147 с.
- Виноградарство предгорно-горной зоны Узбекистана /НИИ садоводства, виноградарства и виноделия им. Р. Р. Шредера. — Ташкент: Фан, 1980. — 235 с.
- Горное садоводство Узбекистана /НИИ садоводства, виноградарства и виноделия им. Р. Р. Шредера. — Ташкент: Фан, 1982. — 200 с.
- Абрикос в Узбекистане: Биология, сорта, селекция, агротехника /Соавт. В. В. Кузнецов; НИИ садоводства, виноградарства и виноделия им Р. Р. Шредера. — Ташкент: Фан, 1984. — 199 c.
- Приусадебный виноградник /Соавт. Ю. М. Джавакянц./ — 2-е доп. изд. — Ташкент: Мехнат, 1988. — 77 с.